# マーチ・86A
マーチ・86A (March 86A) は、イギリスのマーチ・エンジニアリングが設計・開発・製造されたフォーミュラカーである。1986年から1992年までアメリカン・レーシング・シリーズ（現インディNXT）で使用された。ベースはF3000用に設計されたマーチ・85B・86Bをワイルドキャットという名称でリバッジしたもので、全車共ビュイック・V6エンジンを搭載していた。
86/Aとも呼ばれていた。